# Kingdom of Rock
Kingdom of Rock è il secondo album del progetto Free Fall, anche questa volta composto e registrato dal polistrumentista svedese Magnus Karlsson, e pubblicato nel 2015.
L'album contiene 11 brani, e a anche questa volta si alternano alla voce molti nomi illustri del settore hard'n'heavy: Jorn lande (Jorn, ex-Masterplan), Joe Lynn Turner (ex-Rainbow), Tony Martin (ex-Black Sabbath), Rick Altzi (At Vance, Masterplan) e Tony Harnell (TNT) su tutti.
Come per il precedente disco del progetto Free Fall, Magnus è autore di tutte le parti di chitarra, basso e tastiere, e canta come voce solista su alcuni brani.

## Tracce
Testi e musiche di Magnus Karlsson.
1. Kingdom of Rock (feat. Jørn Lande) – 5:25
2. Out Of The Dark (feat. Jacob Samuel) – 4:23
3. No Control (feat. Joe Lynn Turner) – 4:37
4. When The Sky Falls (feat. Tony Martin) – 5:58
5. Angel Of The Night (feat. David Readman) – 4:12
6. I Am Coming For You – 5:29
7. Another Life (feat. Rick Altzi) – 4:54
8. Never Look Away (feat. Tony Harnell) – 5:06
9. A Heart So Cold (feat. Harry Hess) – 4:40
10. The Right Moment (feat. Rebecca De La Motte) – 4:48
11. Walk This Road Alone – 5:16
12. No Control (Acoustic Version) – 4:44

### Band
- Magnus Karlsson - Chitarra, Basso, Tastiere, Cori e Voce sulle tracce 6, 11 & 12
- Jaime Salazar - Batteria